# Louise Cooper
 (septembre 2009).
Améliorez-le ou discutez des points à vérifier. 
Œuvres principales
- Trilogie Le Maître du temps
- Trilogie La Porte du chaos

Louise Cooper, née le 29 mai 1952 à Barnet dans le Hertfordshire en Angleterre et décédée le 21 octobre 2009 , est une écrivaine britannique de fantasy. 

## Biographie
Elle vivait en Cornouailles en Angleterre avec son mari, Cas Sandall. 
Louise Cooper s'inspirait pour écrire de la beauté des côtes et des paysages, et de ses hobbies pour la musique, le folklore, la cuisine, le jardinage et lézarder sur la plage. Elle a été la trésorière de la station locale de sauvetage. Elle et son mari ont chanté avec le groupe Falmouth Shout.
Louise Cooper est décédée à l'âge de 57 ans d'une hémorragie cérébrale le 21 octobre 2009. Son mari lui survit.

## Carrière
Louise Cooper a commencé à écrire des histoires quand elle était à l'école pour amuser ses amis. Elle continue d'écrire et publie son premier roman à l'âge de vingt ans. Elle a déménagé à Londres en 1975 et a travaillé dans l'édition avant de devenir écrivain à plein temps en 1977. Elle est devenue un auteur prolifique de la fantaisie, célèbre pour son best-seller, la trilogie Le Maître du Temps. Louise a publié plus de quatre-vingts romans fantastiques et surnaturels, tant pour les adultes et les enfants.
En décrivant Tarod comme le personnage le plus attachant et sympathique par rapport aux autres personnages du roman Le Maître du temps, l'auteure donne un caractère gothique à son œuvre, tant son rôle est ambivalent, à la frontière entre l'ordre et le chaos, la lumière et les ténèbres.